# EB/Streymur
L'EB/Streymur è una società calcistica faroese con sede nella città di Eiði. Fondata il 23 febbraio 1913 come Eiðis Bóltfelag, nel 1993 si fuse con lo Streymur assumendo, di fatto, la denominazione attuale. I suoi colori sociali sono il blu, il bianco e il nero e attualmente milita in Formuladeildin, la massima divisione del campionato nazionale.
Il 1º luglio 2008 l'EB/Streymur è stato sorteggiato come avversario del Manchester City nel primo turno della Coppa UEFA 2008-2009.

## Rosa
Aggiornata al 9 agosto 2011
| N. |                    | Ruolo | Calciatore           |
| -- | ------------------ | ----- | -------------------- |
| 1  | Fær Øer (bandiera) | P     | René Tórgarð         |
| 2  | Brasile (bandiera) | D     | Alex José dos Santos |
| 3  | Fær Øer (bandiera) | D     | Allan J. Hansen      |
| 4  | Fær Øer (bandiera) | D     | Gert Åge Hansen      |
| 5  | Fær Øer (bandiera) | D     | Poul G. Olsen        |
| 6  | Fær Øer (bandiera) | D     | Pætur Dam Jacobsen   |
| 7  | Fær Øer (bandiera) | C     | Levi Hanssen         |
| 8  | Fær Øer (bandiera) | D     | Egil á Bø            |
| 9  | Fær Øer (bandiera) | A     | Arnar Dam            |
| 10 | Fær Øer (bandiera) | C     | Bárður Olsen         |
| 11 | Fær Øer (bandiera) | C     | Hans Pauli Samuelsen |
| 12 | Fær Øer (bandiera) | C     | Marni Djurhuus       |
| 13 | Fær Øer (bandiera) | C     | Ólavur H. Ejdesgaard |

| N. |                    | Ruolo | Calciatore          |
| -- | ------------------ | ----- | ------------------- |
| 14 | Fær Øer (bandiera) | C     | Daniel Udsen        |
| 15 | Fær Øer (bandiera) | C     | Hanus Olsen         |
| 16 | Fær Øer (bandiera) | C     | Pauli G. Hansen     |
| 17 | Fær Øer (bandiera) | C     | Nils Fríðheim       |
| 18 | Fær Øer (bandiera) | C     | Brian Olsen         |
| 20 | Fær Øer (bandiera) |       | Hans H. Ejdesgaard  |
| 22 | Fær Øer (bandiera) | A     | Arnbjørn Hansen     |
| 23 | Fær Øer (bandiera) | A     | Leif Niclasen       |
| 24 | Fær Øer (bandiera) | P     | Jákup A. Hansen     |
| 30 | Fær Øer (bandiera) | P     | Tróndur Vatnhamar   |
| 32 | Fær Øer (bandiera) | P     | Sam Bjartalíð       |
| 33 | Romania (bandiera) | A     | Sorin Vasile Anghel |

## Palmarès
- Campionato faroense di calcio: 2

2008, 2012
- Coppa delle Isole Fær Øer: 4

2007, 2008, 2010, 2011
- Supercoppa delle Isole Fær Øer: 3

2011, 2012, 2013
- 1. deild: 2

2000, 2016